# Paweł Strąk
Paweł Strąk, (ur. 24 marca 1983 w Ostrowcu Świętokrzyskim) – polski piłkarz grający na pozycji pomocnika, młodzieżowy reprezentant Polski.

## Kariera piłkarska
Swoją karierę rozpoczynał w sezonie 1997/1998 występując w zespole Alit Ożarów. W następnym roku przeniósł się do Wisły Kraków, skąd był wypożyczany do Hutnika Kraków i Wisły Płock. Przed sezonem 2004/2005 przeniósł się do Zagłębia Lubin. W 2006 roku ponownie zmienił klub - tym razem na GKS Bełchatów. W polskiej ekstraklasie debiutował 18 sierpnia 2002 w spotkaniu Wisły Kraków z Zagłębiem Lubin. Na pierwszoligowych boiskach rozegrał dotychczas 61 spotkań, w których strzelił 1 bramkę (stan na 15 sierpnia 2006). Ma na koncie dwa tytuły mistrza Polski oraz Puchar Polski, zdobyte z zespołem krakowskiej Wisły, w barwach której w Pucharze UEFA występował przeciwko Parmie, FC Schalke 04 i S.S. Lazio. Od 2012 roku jest zawodnikiem Zawiszy Bydgoszcz, w którego barwach występuje w T-Mobile Ekstraklasie.

## Sukcesy

### Wisła Kraków
- Mistrzostwo Polski (2) : 2002/03, 2003/04
- Puchar Polski (1) : 2002/03

### Zawisza Bydgoszcz
- Superpuchar Polski (1): 2014
- Puchar Polski (1) : 2013/14
- Mistrzostwo I ligi (1) : 2012/13